# Henny Reistad
Henny Ella Reistad (Oslo, 1999. február 9. –) olimpiai, világ- és Európa-bajnok norvég válogatott kézilabdázó, balátlövő, a dán Team Esbjerg játékosa. 2023-as teljesítményéért a Nemzetközi Kézilabda-szövetség az év legjobbjának választotta.

## Pályafutása

### Klubcsapatokban
Henny Reistad 2015-ben a Stabæk IF kézilabdacsapatában kezdte pályafutását, amely akkor a norvég másodosztályban szerepelt. 2016-ban feljutott csapatával az élvonalba. 2018 nyarán a Vipers Kristiansand szerződtette. 2019-ben és 2020-ban bajnokságot nyert a csapattal, 2019-ben pedig kupagyőzelmet ünnepelhetett. 2021 januárjában hivatalossá vált, hogy az év nyarán a dán Team Esbjerghez szerződik. A 2020–2021-es szezonban Bajnokok Ligáját nyert a Viperszel, a budapesti final four döntőjében csapatával a francia Brest Bretagne Handballt győzték le 34–28-ra. Reistad 12 gólt dobott a franciák elleni mindent eldöntő mérkőzésen, és őt választották a négyes döntő legértékesebb játékosának is.

### A válogatottban
2018-ban ezüstérmes lett a debreceni junior-világbajnokságon a norvég korosztályos csapattal, és beválasztották a torna All-Star csapatába is. 2018 novemberében egy 25-19-re megnyert felkészülési mérkőzésen mutatkozott be a norvég válogatottban a magyarok ellen. Részt vett a 2018-as Európa-bajnokságon is. Tagja volt a 2020-as Európa-bajnokságon aranyérmet szerző norvég csapatnak is, a kontinenstornán 29 gólt szerzett. A 2021-re halasztott tokiói olimpián bronzérmes lett, decemberben pedig megnyerte a világbajnokságot, ahol csapatában harmadik legtöbb időt töltötte a pályán, összesen 38 gólt szerzett, és a torna All-Star csapatába is beválasztották. A 2023-as világbajnokság elődöntőjében 15 gólt szerzett, ő lőtte döntetlen állásnál az utolsó másodpercben a mindent eldöntő találatot is. A tornán végül 52 gólt szerezve ezüstérmesként zárt, és őt választották a torna legértékesebb játékosának.

## Sikerei, díjai
Vipers
- Norvég bajnokság:
  - Bajnok: 2019, 2020, 2021
- Norvég Kupa:
  - Győztes: 2018, 2019, 2020
- Bajnokok Ligája:
  - Győztes: 2021

Válogatott
- Olimpiai játékok:
  - Aranyérmes: 2024
  - Bronzérmes: 2021
- Világbajnokság:
  - Bajnok: 2021
  - Ezüstérmes: 2023
- Európa-bajnokság:
  - Bajnok: 2020, 2022
- Junior világbajnokság:
  - Ezüstérmes: 2018

Egyéni elismerései
- A Bajnokok Ligája négyes döntőjének legértékesebb játékosa (MVP): 2021[16]
- A Bajnokok Ligája legjobb fiatal játékosa: 2021[17]
- A norvég élvonal (Eliteserien) All Star-csapatának tagja: 2018–2019,[18] 2020–2021[19]
- A norvég élvonal (Eliteserien) legjobb játékosa: 2018–2019,[20] 2020–2021[21]
- Az év játékosa Norvégiában: 2018–2019,[18] 2020–2021[22]
- A junior világbajnokság All Star-csapatának tagja: 2018[23]
- Az U19-es Európa-bajnokság All Star-csapatának tagja: 2017[24]
- Az év újonca a norvég élvonalban (Eliteserien):2017–2018[25]
- Világbajnokság All-Star csapatának tagja: 2021[26]
- Világbajnokság legértékesebb játékosa: 2023[15]
- Európa-bajnokság legértékesebb játékosa: 2022
- IHF Év legjobb kézilabdázója: 2023, 2024[27]